# Landeswappen des Saarlandes

Wappen des Saargebietes 1920–1935
Wappen des Saarlandes 1948–1956
Wappen des Historischen Vereins für die Saargegend von 1856 als Vorlage des heutigen Wappens

Das Landeswappen zählt ebenso wie die Landesflagge zu den Hoheitszeichen des Saarlandes. Es wurde durch das Gesetz über das Wappen des Saarlandes vom 9. Juli 1956 mit Wirkung zum 1. Januar 1957, dem Datum des Beitrittes des Saarlandes zur Bundesrepublik Deutschland, eingeführt. Die Führung des Wappens ist den staatlichen Behörden des Saarlandes vorbehalten. Die Verwendung ohne Genehmigung ist eine Ordnungswidrigkeit.

## Landeswappen

### Wappenbeschreibung

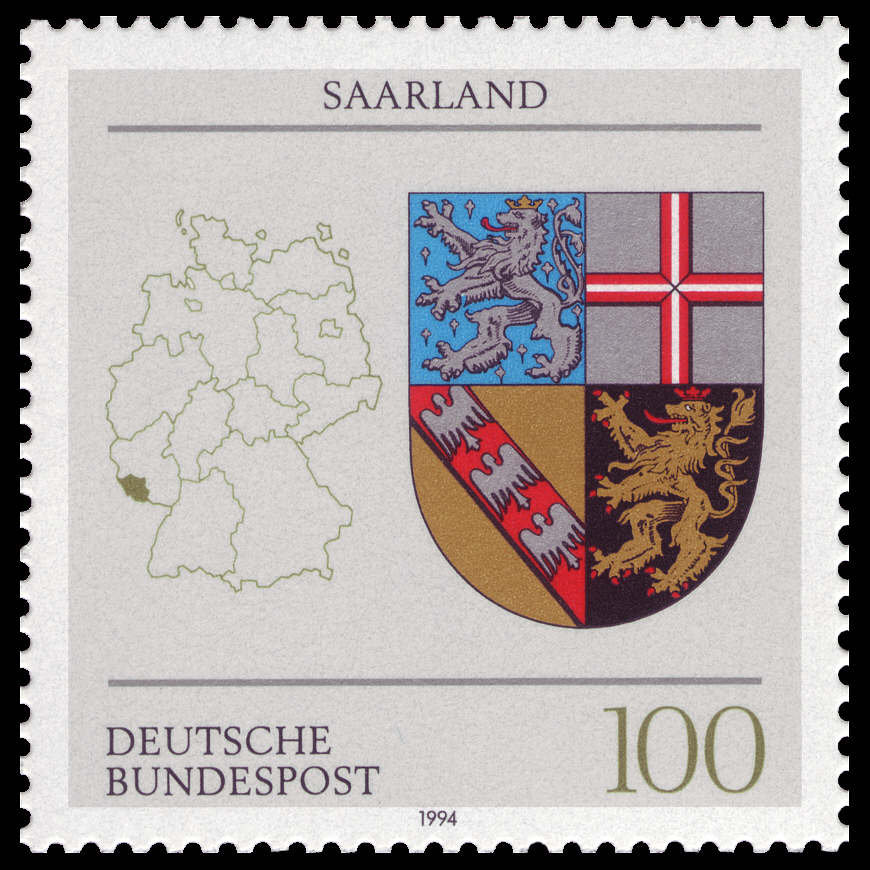
Briefmarke von 1994 aus der Serie: Wappen der Länder der Bundesrepublik Deutschland. Gold und Silber werden hier als Metalle und nicht als Farben dargestellt.

Die amtliche Beschreibung des Wappens in diesem Gesetz lautet:

„Das Landeswappen zeigt in einem gevierten Halbrundschild vom Standpunkt des Schildhalters aus:
- oben rechts: einen goldgekrönten und rotgezungten silbernen Löwen im blauen Feld, bestreut mit silbernen Kreuzen;
- oben links: ein rotes geschliffenes Kreuz im silbernen Feld;
- unten rechts: drei einen roten Balken belegende, gestümmelte silberne Adler im goldenen Feld;
- unten links: einen rotgekrönten, rotbewehrten und rotgezungten goldenen Löwen im schwarzen Feld.“

### Bedeutung

Die Wappen der wichtigsten historischen Herrschaften auf dem Gebiet des heutigen Saarlandes
Grafschaft Saarbrücken
Erzbistum und Kurfürstentum Trier
Herzogtum Lothringen
Herzogtum Pfalz-Zweibrücken

Das Landeswappen zeigt die Symbole der vier bedeutendsten Fürstentümer, die vor 1789 bzw. 1815 große Gebietsteile des heutigen Bundeslandes besaßen:
- Grafschaft Saarbrücken: Silberner Löwe, das Feld bestreut mit den silbernen Kreuzen der Grafen von Saarbrücken-Commercy; der silberne Löwe darf nicht mit dem goldenen Löwen der Grafen und Fürsten von Nassau-Saarbrücken verwechselt werden, vgl. dazu das Wappen des Regionalverbandes Saarbrücken
- Erzbistum, Erzstift und Kurfürstentum Trier: Rotes, geschliffenes Kreuz des heiligen Georg[2]
- Herzogtum Lothringen: Schrägbalken mit drei Alérions
- Herzogtum Pfalz-Zweibrücken: goldener Pfälzer Löwe im schwarzen Feld; ursprünglich das Symbol der Pfalzgrafen bei Rhein. Nach der Belehnung des bayerischen Herzogs Ludwig im Jahre 1214 mit der Pfalzgrafschaft diente es jahrhundertelang als gemeinsames Kennzeichen der altbayerischen und pfälzischen Wittelsbacher.

### Historische Hintergründe

#### Grafschaft Saarbrücken

Wappen des Fürsten Ludwig zu Nassau-Saarbrücken, Herzog zu Dillingen

Die alte Grafschaft Saarbrücken erlosch im Jahre 1274 im Mannesstamm. Die gräfliche Saarbrücker Erbtochter heiratete in die Herrschaft Commercy ein, wodurch die Familie der Grafen von Saarbrücken-Commercy entstand. Diese Dynastie war bis zum Jahr 1381 im Besitz der Grafschaft Saarbrücken. Johann II. von Saarbrücken-Commercy, der letzte Graf aus diesem Hause, starb im Jahr 1381 und hinterließ eine Tochter. Diese verehelichte sich mit einem Grafen von Nassau, wodurch dieser in den Besitz der Saarbrücker Lande kam. Hier regierten nun nacheinander mehrere Linien seines Hauses etwa 400 Jahre bis zur Französischen Revolution. Die letzten Regenten aus der Usinger Linie des sogenannten Walramschen Stammes der Grafen von Nassau nannten sich Fürsten von Nassau-Saarbrücken. Bereits im Jahr 1366 war der Fürstentitel an den Vater des ersten Grafen von Nassau-Saarbrücken verliehen, jedoch nicht geführt worden. Der Titel wurde im Jahr 1688 für die Linie Nassau-Usingen erneuert und kam durch Wilhelm Heinrich, der dieser Linie entstammte, im Jahr 1741 nach Saarbrücken. Die mit dem Grafen Ludwig Crato/Kraft von Nassau-Saarbrücken im Jahr 1713 ausgestorbene Familienlinie erhielt von Kaiser Karl VII. nachträglich im Jahr 1742 den Fürstenstand zugesprochen. Er kam allerdings ausschließlich den weiblichen Nachkommen zugute.  Die Fürsten von Nassau-Saarbrücken besaßen keinen Sitz im Reichsfürstenrat des Reichstages, sondern ausschließlich eine Stimme im Grafenkollegium. Sämtliche Linien der Grafen und Fürsten von Nassau des Walramschen Stammes, also auch die Grafen und Fürsten von Nassau-Saarbrücken, führten seit dem Jahr 1660 ein gemeinsames Wappen. Es wurde erst im Jahr 1805 von dem Fürsten und späteren Herzog Friedrich Wilhelm von Nassau modifiziert.
Dieses Wappen wurde auch von dem bis zur französischen Revolution regierenden Fürsten Ludwig von Nassau-Saarbrücken geführt und folglich als Hoheitszeichen der Grafschaft Saarbrücken gebraucht. Aus diesem, zahlreiche Wappenteile enthaltenden Wappen wurde der im heraldisch rechten oberen Feld stehende Löwe von Saarbrücken-Commercy ins saarländischen Wappen übernommen.

#### Herzogtum Pfalz-Zweibrücken

Wappen von Pfalz-Zweibrücken um 1720

Das Kerngebiet der Grafschaft Zweibrücken gehörte ursprünglich zu den Besitzungen der Grafen von Saarbrücken. Es wurde durch einen jüngeren Sohn dieses Hauses, der der Stammvater der Grafen von Zweibrücken wurde, abgesondert. Als im Jahr 1393 die Grafen von Zweibrücken ausstarben, nahm Pfalzgraf Ruprecht die Grafschaft in Besitz, die er kurz zuvor angekauft hatte. Im Gefolge der brüderlichen Teilung der Söhne des im Jahr 1410 verstorbenen König Ruprecht von der Pfalz erhielt Stefan von Pfalz-Simmern-Zweibrücken die Grafschaft Zweibrücken, wobei ihm der Herzogstitel verliehen wurde. Der letzte Herzog von Zweibrücken aus dem Hause der Pfalzgrafen bei Rhein, Karl II. August, starb im Jahr 1795 im durch die Französische Revolution bedingten Exil. Dessen Bruder Maximilian Joseph erbte sämtliche wittelsbachischen Besitzungen rechts des Rheins und wurde später der erste König von Bayern. Auf dem Gebiet des heutigen Saarlandes besaß das Herzogtum Pfalz-Zweibrücken die Oberämter Homburg und Zweibrücken, das Amt Nohfelden sowie das im Jahr 1786 von Frankreich eingetauschte Oberamt Schaumburg. Aus dem großen Wappen des Herzogtums Pfalz-Zweibrücken wurde der Herzschild, der goldene, rot bekrönte Löwe auf schwarzem Grund der Pfalz in das saarländische Wappen übernommen.

#### Erzstift und Kurfürstentum Trier

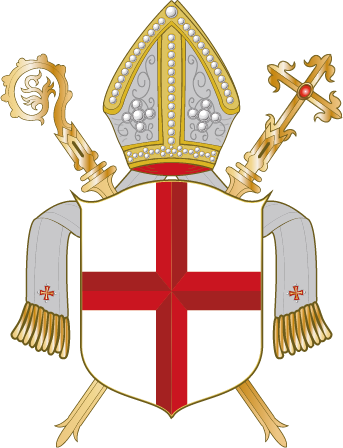
Erzbistum und Kurfürstentum Trier

Die Erzbischöfe von Trier waren neben der pastoralen Oberhoheit ihrer Diözese gleichzeitig politische Landesherrn. Seit der Goldenen Bulle des Jahres 1356 waren sie Kurfürsten des Heiligen Römischen Reiches. Zum Territorium des Erzstiftes und Kurfürstentums Trier gehörten vom heutigen Saarland im Wesentlichen das Amt St. Wendel und ein Anteil am Kondominium Merzig-Saargau. Das Kondominium Merzig-Saargau wurde mit dem Herzogtum Lothringen gemeinsam verwaltet und blieb so stets eine konfliktgeladene Angelegenheit mit zahlreichen juristischen Streitigkeiten. Die ständigen Rechtshändel dauerten an, bis im Jahre 1778 der gemeinschaftliche Besitz zwischen Kurtrier und dem Königreich Frankreich (als Rechtsnachfolger Lothringens) in der Weise geteilt wurde, dass der Saarverlauf die Grenze zwischen beiden Territorien bildete. Das Wappen der Kurfürsten von Trier war ein rotes Balkenkreuz in Silber. Die Kurfürsten führten es jeweils mit ihren Familienwappen quadriert. Aus dem Wappen des Erzstiftes und Kurfürstentum Trier wurde das rote Balkenkreuz auf weißem/silbernen Grund in das Wappen des Saarlandes übernommen.

#### Herzogtum Lothringen

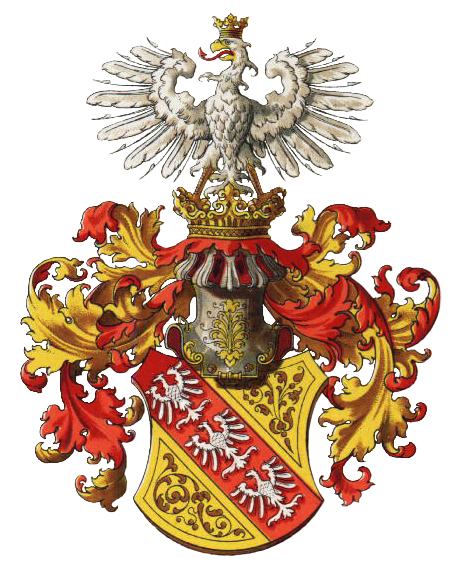
Herzogtum Lothringen

Das Herzogtum Lothringen entstand aus dem im Jahr 843 gebildeten Lotharii Regnum (lateinisch für Reich des Lothar, auch Lotharingien). Im Jahr 959 wurde Lotharingien in die Herzogtümer Oberlothringen und Niederlothringen geteilt. Während Niederlothringen zwischen den Jahren 1210 und 1360 in verschiedene Territorien zerfiel, spaltete sich von Oberlothringen nur das Herzogtum Bar ab. Ein großer Teil Oberlothringens blieb – als Herzogtum Lothringen – Teil des Heiligen Römischen Reichs.
Das Herzogtum setzte sich verwaltungsmäßig aus drei Bezirken zusammen: das Bellistum (Bailliage) Nancy/Nanzig, das Vogesen-Bellistum (Bailliage des Vosges) sowie das Deutsche Bellistum (Bailliage d´Allemagne). Soweit die Territorien des Herzogtums im Gebiet des heutigen Saarland lagen, gehörten sie zum Deutschen Bellistum mit dem Amtssitz Wallerfangen an der Saar. In einem Vertrag des Jahres 1661 hatte Lothringen beträchtliche Landesteile an Frankreich abgetreten. Darüber hinaus ließ der französische König Ludwig XIV. in der Reunionszeit die Festung Saarlouis auf lothringischen Boden errichten und es gelang ihm, die Stadt mit ihrer Umgebung als einen der bescheidenen Reste der reunierten Gebiete im Frieden von Rijswijk im Jahr 1697 zu behaupten. Der Friede von Wien 1735/1738, der den polnischen Thronfolgekrieg beendete, brachte Lothringen einen neuen Herrscher. Der im Exil lebende polnische König Stanislaus Leszczynski, der Schwiegervater des französischen Königs Ludwig XV., erhielt das Herzogtum Lothringen und der bisherige lothringische Herzog Franz Stephan, der Gemahl der habsburgischen Erbtochter Maria Theresia, als Entschädigung das Großherzogtum Toskana. Nach dem Tod von Herzog Stanislas sollte Lothringen an Frankreich fallen. Dieser Erbfall trat im Jahre 1766 ein. Das Land wurde nun mit Frankreich vereinigt und behielt nur noch provinziale Selbständigkeit.
Die Herzöge von Lothringen führten als Stammwappen einen roten mit drei weißen/silbernen gestümmelten Adlern belegten Schrägrechtsbalken. Auf dem den Wappenschild bekrönenden Helm erhob sich ein flugbereiter silberner Adler. Der lothringische Benediktinerabt und Historiker Augustin Calmet berichtet in seinem umfangreichen lothringischen Geschichtswerk „Histoire de Lorraine“ von der historischen Tradition, dass der lothringische Adler angeblich von Kaiser Friedrich Barbarossa in Anlehnung an den kaiserlichen Reichsadler an Herzog Matthäus I. von Lothringen verliehen worden sein, um die enge Beziehung des Herzogtums zum Heiligen Römischen Reich zu verdeutlichen. Dieses kaiserliche heraldische Privileg sei dem lothringischen Herzog Theobald I. anlässlich seiner Hochzeit mit Gertrud von Dagsburg durch Kaiser Friedrich II. bestätigt worden. Die Helmdecke des lothringischen Wappens war rot-gold und um den Helmhals schlang sich eine Perlenkette mit dem lothringischen Doppelkreuz. Das Stammwappen erscheint im 18. Jahrhundert als Herzschild auf dem großen lothringischen Wappenschild. Aus diesem großen Wappen des Herzogtums Lothringen wurde der Herzschild mit den drei gestümmelten Adlern in das saarländische Wappen übernommen.

### Entstehung des Landeswappens
Das saarländische Wappen wurde vom Landesarchiv Saarbrücken entworfen, das dabei das Wappen des Historischen Vereins für die Saargegend von 1856 als Vorlage benutzte, das mit nur marginalen Varianten (es fehlen z. B. die silbernen Kreuze) die vier selben Teilwappen benutzte, allerdings in anderer Anordnung.

Wappen der preußischen Provinz Großherzogtum Niederrhein bzw. der Rheinprovinz, zu der große Teile des Saarlandes mit dem Regierungsbezirk Trier seit dem frühen 19. Jahrhundert gehörten

Auf heraldische Hinweise zur Zugehörigkeit großer Teile des Saarlandes zum Staat Preußen und innerhalb dessen auf die Provinz Großherzogtum Niederrhein bzw. die Rheinprovinz im 19. und frühen 20. Jahrhundert wurde vollständig verzichtet, da der Alliierte Kontrollrat am 25. Februar 1947 Preußen de jure mit der Begründung, dass dieser Staat „seit jeher Träger des Militarismus und der Reaktion in Deutschland“ gewesen sei, für aufgelöst erklärt hatte.
Im saarländischen Wappen wurden aus Platzgründen die heraldischen Symbole folgender historischer Herrschaften auf dem Territorium des Saarlandes nicht berücksichtigt:
- Herzogtum Luxemburg
- Reichsherrschaft Blieskastel
- Reichsherrschaft Dagstuhl
- Reichsherrschaft Illingen
- Reichsherrschaft Münchweiler
- Reichsherrschaft Saarwellingen
- Reichsherrschaft Schwarzenholz
- Reichsherrschaft Wolfersheim
- Reichsherrschaft Hüttersdorf
- Vier-Herrschaft Lebach

### Landessiegel

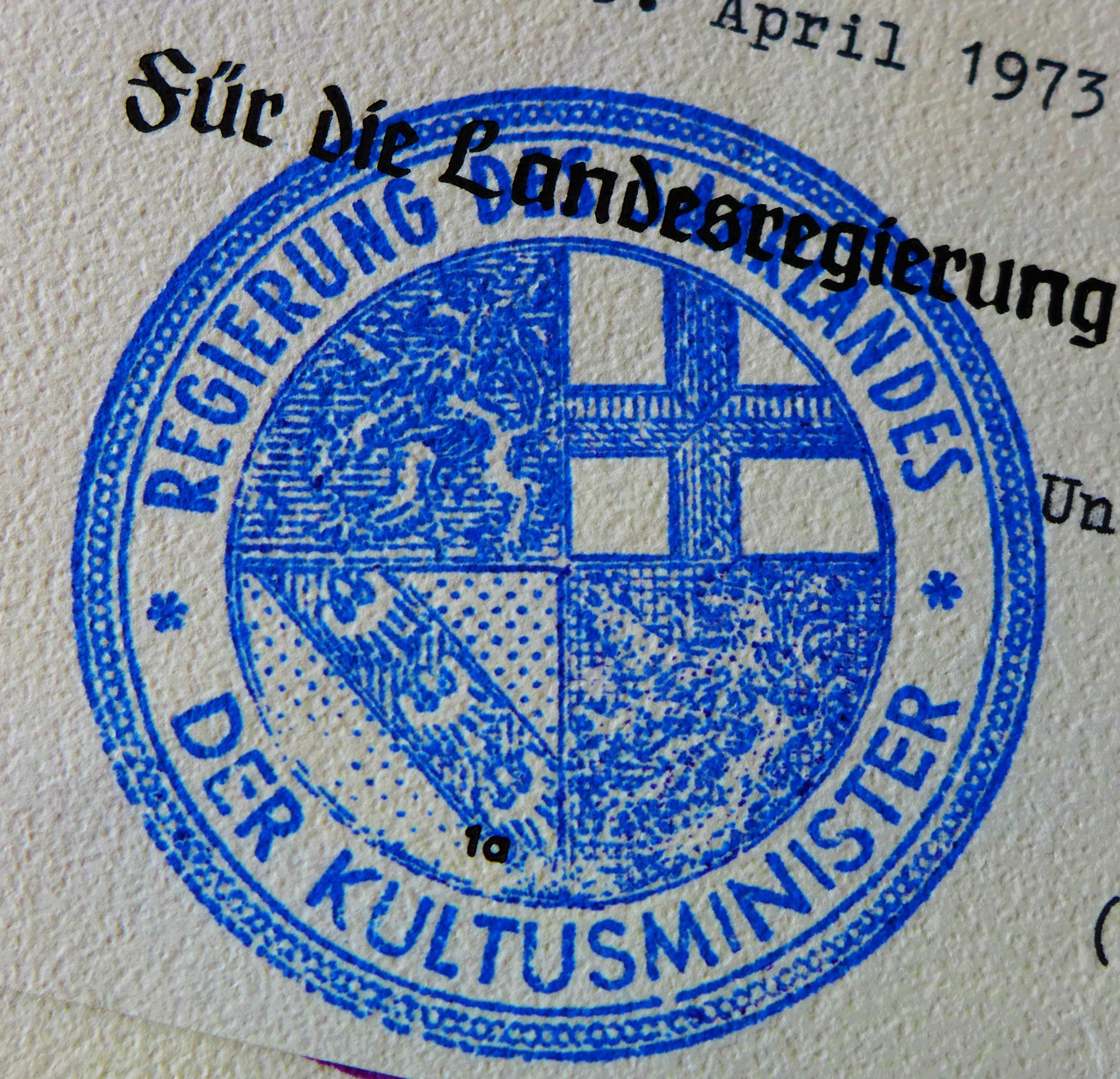
Großes Landessiegel des Saarlandes

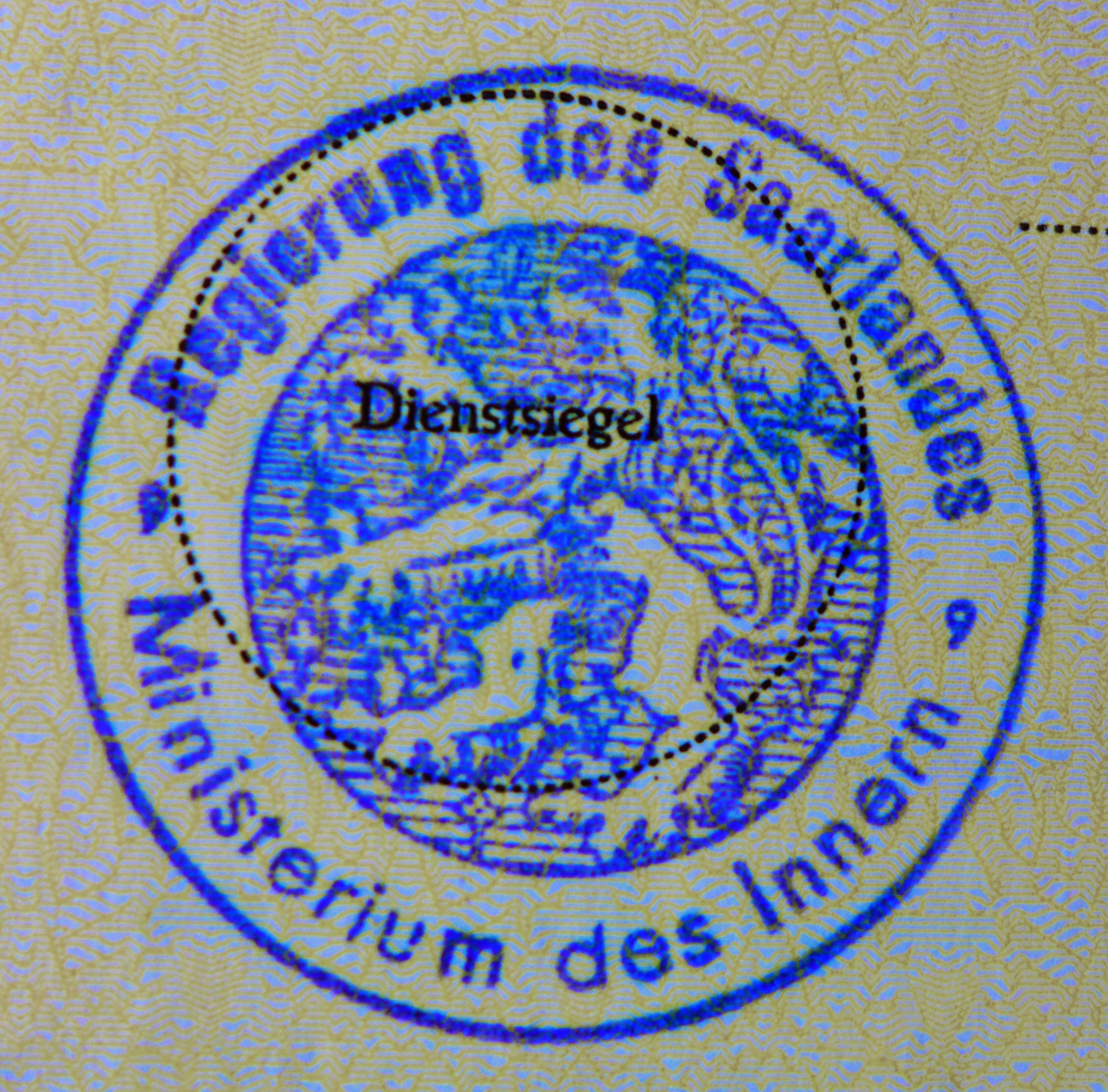
Kleines Landessiegel des Saarlandes

Das Landessiegel des Saarlandes wird als Staatssiegel, als großes Landessiegel, als kleines Landessiegel sowie als Kleinstsiegel geführt.
- Das Staatssiegel hat einen Durchmesser von 60 mm und zeigt das Landeswappen und statt einer Umschrift einen Lorbeerkranz. Es wird geführt vom Präsidenten des saarländischen Landtages und den Mitgliedern der saarländischen Landesregierung bei feierlichen Beurkundungen, insbesondere bei Ausfertigungen von Gesetzen, Verordnungen und Bestallungen.

- Das große Landessiegel hat einen Durchmesser von 60 mm und zeigt das Landeswappen mit einer Umschrift, die die amtliche Bezeichnung der siegelführenden Stelle angibt. Es wird vom Präsidenten des Landtages, den Mitgliedern der Landesregierung und den Präsidenten der Obersten Gerichte des Saarlandes geführt.

- Das kleine Landessiegel hat einen Durchmesser von 35 mm und zeigt den Löwen gemäß dem rechten oberen Feld des Landeswappens mit einer Umschrift, die die amtliche Bezeichnung der siegelführenden Stelle angibt. Es wird von dem Präsidenten des Landtages, den Landesbehörden, den Organen der Rechtspflege und den Notaren sowie den juristischen Personen des öffentlichen Rechts geführt.

- Das Kleinstsiegel hat einen Durchmesser von 22 mm und zeigt den Löwen gemäß dem rechten oberen Feld des Landeswappens mit einer Umschrift, die die amtliche Bezeichnung der siegelführenden Stelle angibt. Die Landkreise, der Regionalverband Saarbrücken, die Landeshauptstadt Saarbrücken, die kreisfreien Städte und Mittelstädte sowie die Gemeinden führen bei allen Aufgaben das Siegel der jeweiligen Gebietskörperschaft, so dass eine Trennung in staatliche und kommunale Aufgaben nicht erfolgt.

### Standarte
Auch die Standarte („Autoflagge“) der beiden ranghöchsten Politiker des Bundeslandes, des Landtagspräsidenten und des Ministerpräsidenten, trägt das Landeswappen.

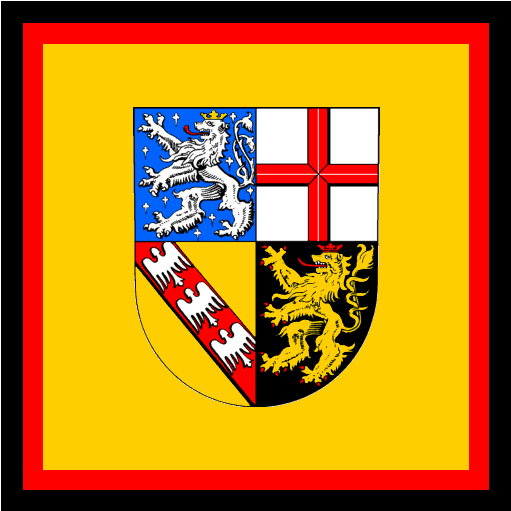
Standarte

## Wappenzeichen
Das Saarland-Symbol, auch Signet oder Logo genannt, darf, im Gegensatz zum offiziellen Landeswappen, von allen Bürgerinnen und Bürgern (d. h. von jedermann) kosten- und genehmigungsfrei verwendet werden, um die Zugehörigkeit und Verbundenheit mit dem Saarland zum Ausdruck zu bringen. Es wurde dazu der Allgemeinheit zur Verfügung gestellt. Das Symbol darf bei einer Anwendung nicht verändert/verfremdet bzw. in andere, eigene Layouts fließend integriert werden. Es handelt sich um eine stilisierte Fassung des Landeswappens.

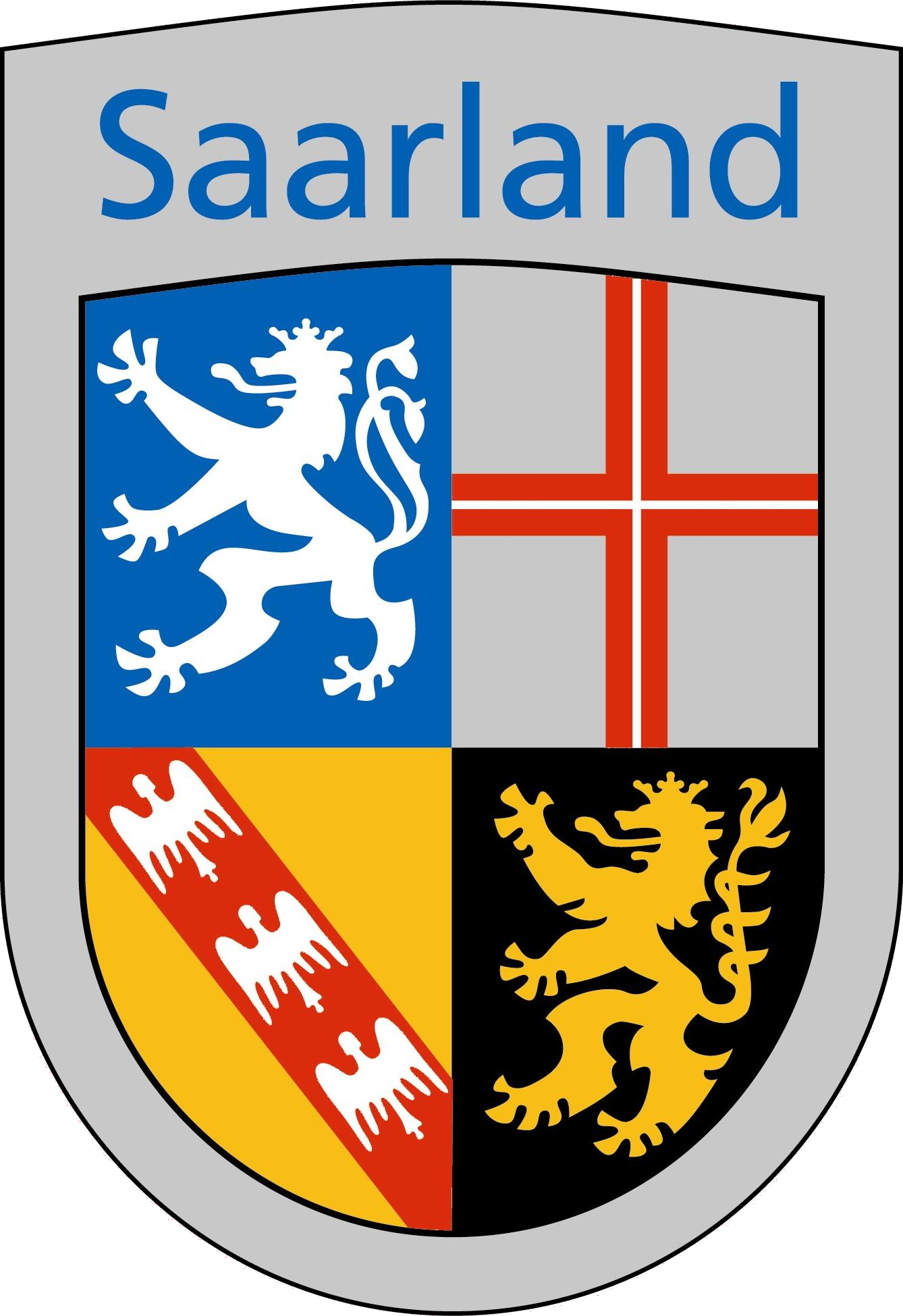
Saarland-Symbol seit 2005

## Alte Landeswappen

### 1920–1935

Flagge des Saargebietes 1920–1935

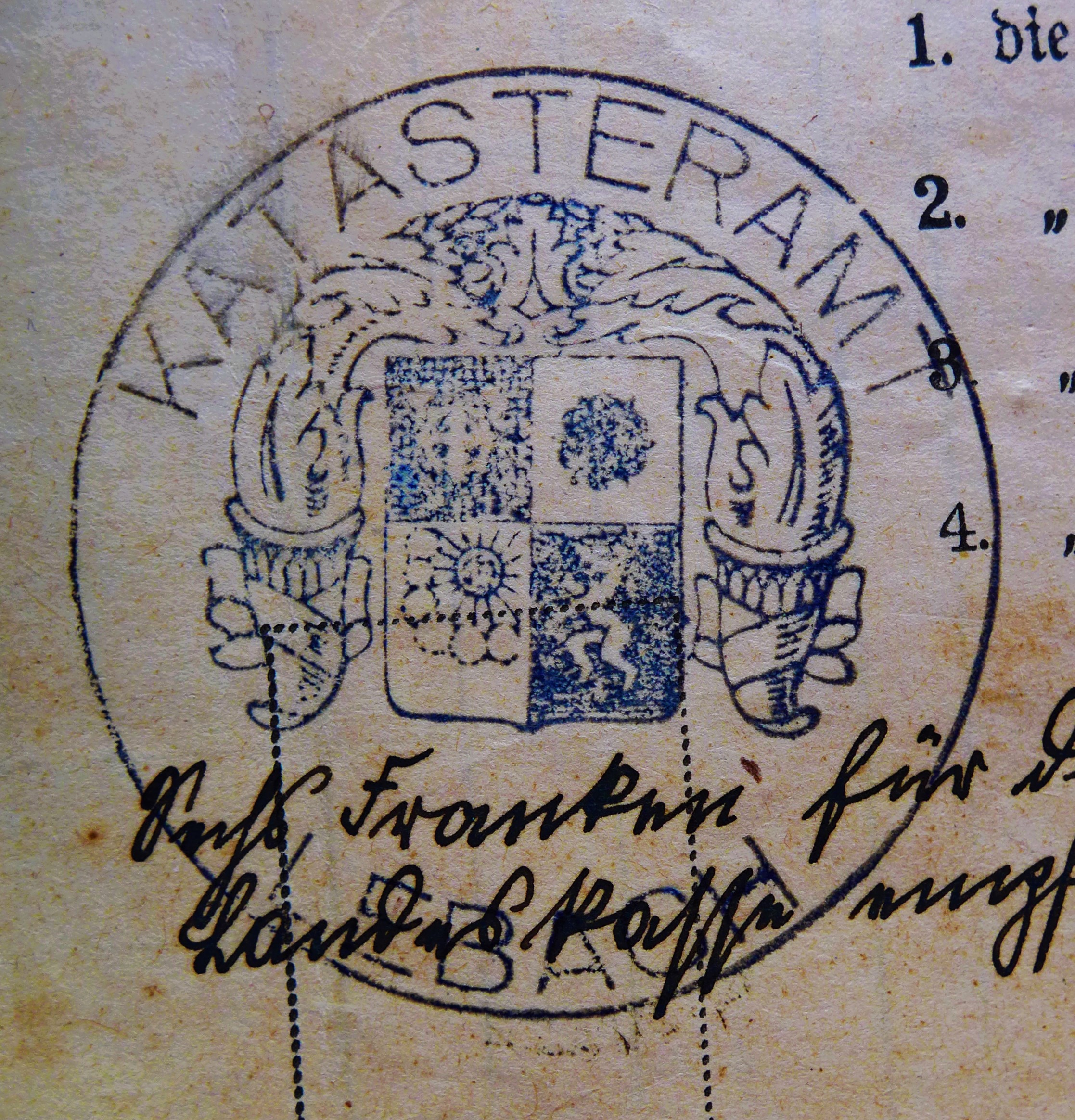
Amtssiegel des Saargebietes mit füllhornflankiertem Wappenschild

Im Amtssiegel des Saargebietes war das Landeswappen flankiert von bändergeschmückten Füllhörnern als Symbol des Glückes und der Fruchtbarkeit, denen Akanthusblätter entsprossen, die einen Bogen über dem Wappenschild bildeten. Das Landeswappen begegnet in gewissen amtlichen Dokumenten auch als hinterlegt mit einem Zahnrad vor vier andreaskreuzweise herausragenden Symbolwerkzeugen, nämlich Hammer, Merkurstab, Schaufel und Anker für den Bergbau und die Stahlindustrie, den Handel, die Landwirtschaft sowie die Schifffahrt des Saargebietes.
Im Saargebiet, das durch den Versailler Vertrag geschaffen worden war, hatte die Regierungskommission am 28. Juli 1920 folgendes Wappen erlassen:
- rechts oben: ein silbernes Zugrad mit gekreuzten Schlägeln im schwarzen Feld aus dem Stadtwappen von St. Ingbert;
- links oben: die rote Rose im silbernen Feld von St. Johann aus dem Stadtwappen von Saarbrücken;
- rechts unten: die aufgehende goldene Sonne über blauen Wolken im silbernen Feld aus dem Stadtwappen von Saarlouis;
- links unten: den silbernen Löwen mit vier Kreuzen im blauen Feld, den Löwen der Grafen von Saarbrücken aus dem Stadtwappen von Saarbrücken.

Die zugehörige Landesflagge des Saargebietes zeigte die Farben Blau, Weiß (heraldisch: Silber) und Schwarz. Die Farbzusammenstellung der Landesflagge nahm die Grundfarben der einzelnen Wappenfelder des Saargebietswappens auf, konnte aber auch als Anlehnung an die Farben der seit dem Wiener Kongress bedeutendsten historischen Territorien im Saarraum, nämlich schwarz-weiß für Preußen und weiß-blau für Bayern, gedeutet werden.

### 1946–1948

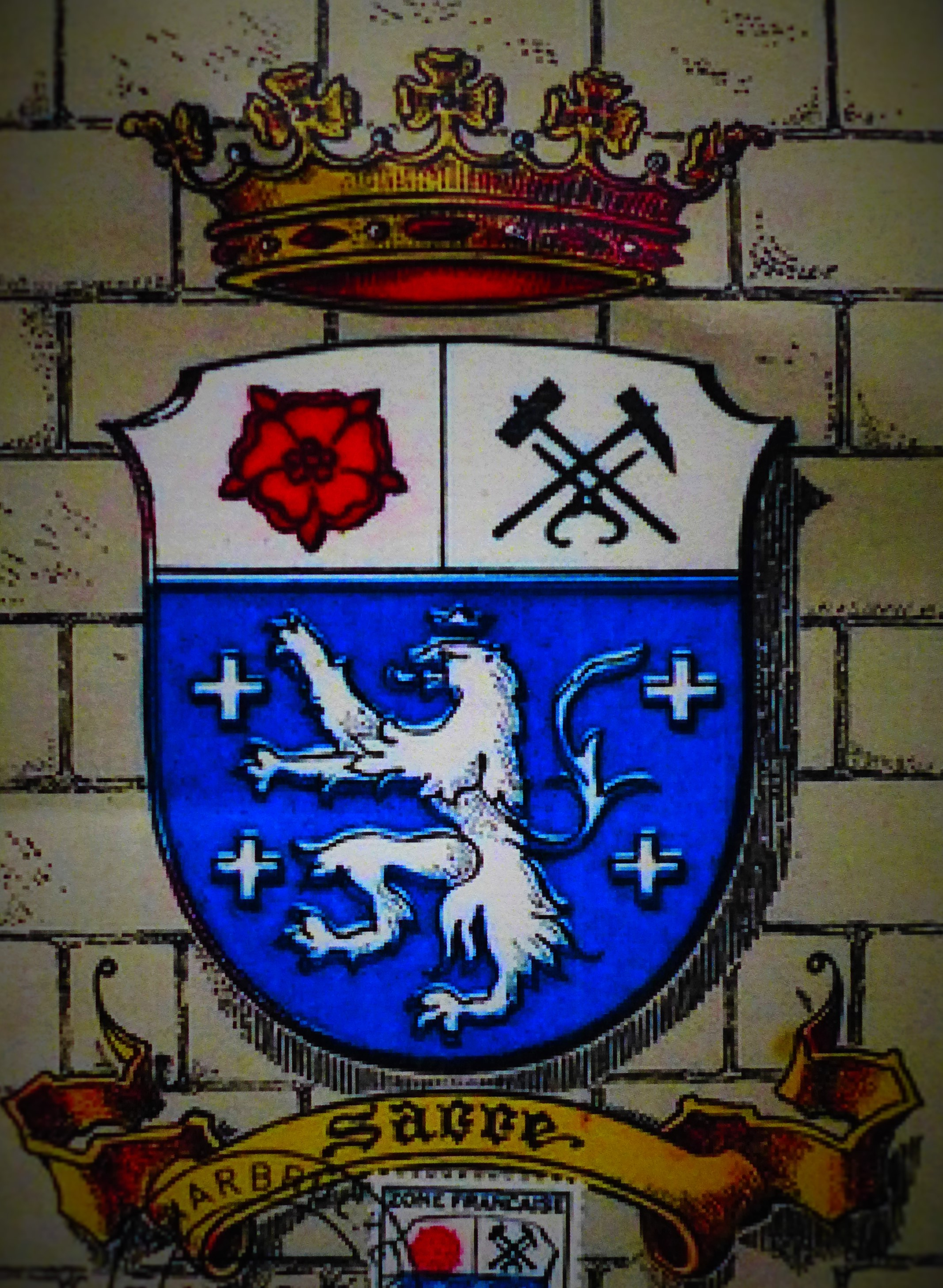
Landeswappen des Saarlandes 1946–1948 bekrönt von einer Volkskrone

Nachdem das Saarland aus der übrigen französischen Besatzungszone ausgegliedert worden war, wurde ein neues Landeswappen eingeführt. Es bestand aus dem kleinen Saarbrücker Stadtwappen unter Fortlassung des preußischen schwarz und silber gestückten Schildrandes. Das Wappen trug oben auf silbernem Grund heraldisch rechts die rote Rose St. Johanns, heraldisch links Schlägel und Eisen in gekreuzter Form über einer Zange für Malstatt-Burbach und darunter im größten Feld einen silbernen Löwen und vier Tatzenkreuze auf blauem Grund für Alt-Saarbrücken. Mit diesem Wappen und den beiden Folgewappen des Saarlandes wird auf jeglichen heraldischen Hinweis hinsichtlich der preußischen Epoche der Geschichte des Landes verzichtet.

### 1948–1956

Flagge des Saarlandes 1948–1956

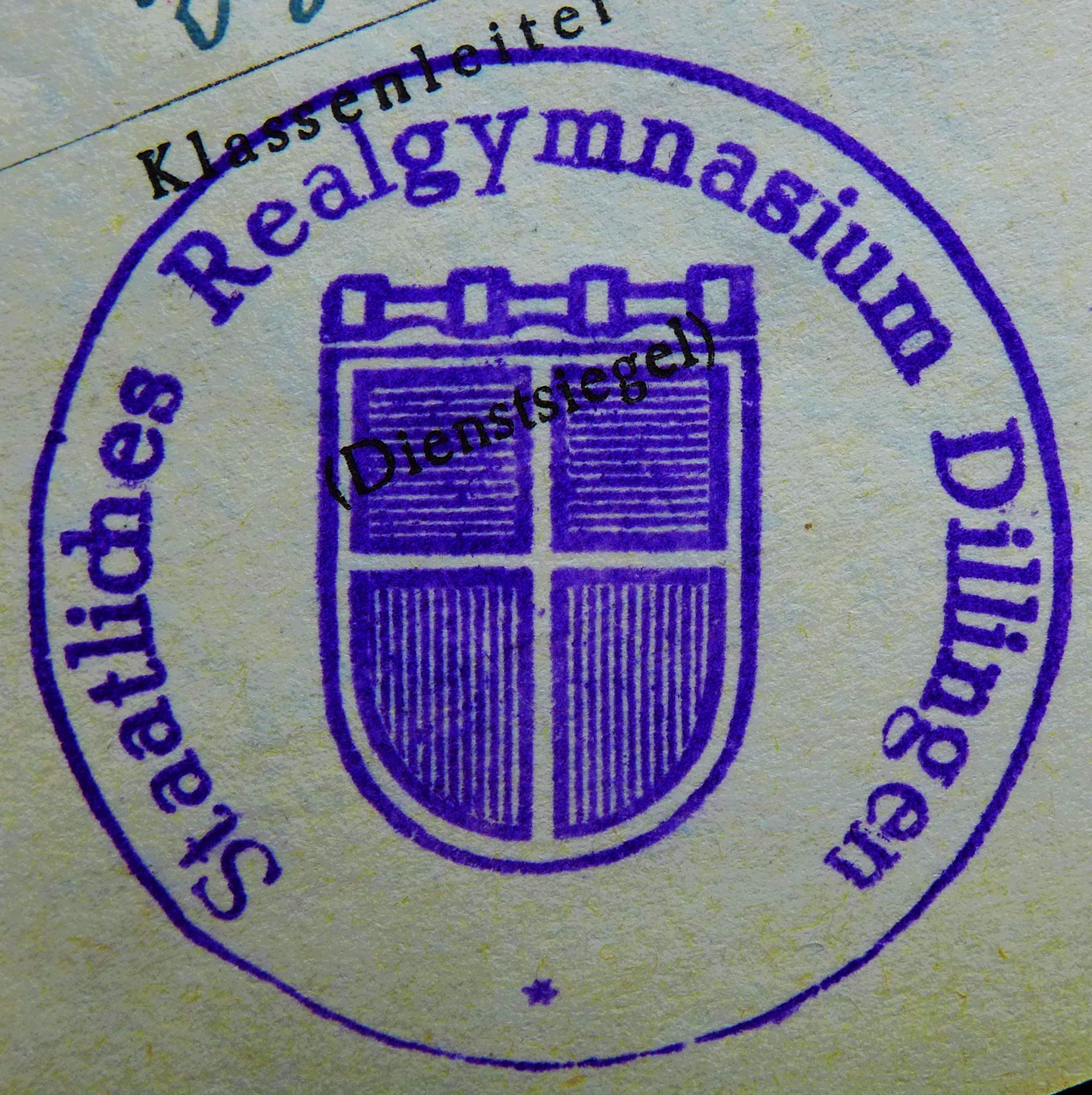
Landessiegel des Saarlandes (hier als Zeugnisstempel aus dem Jahr 1955)

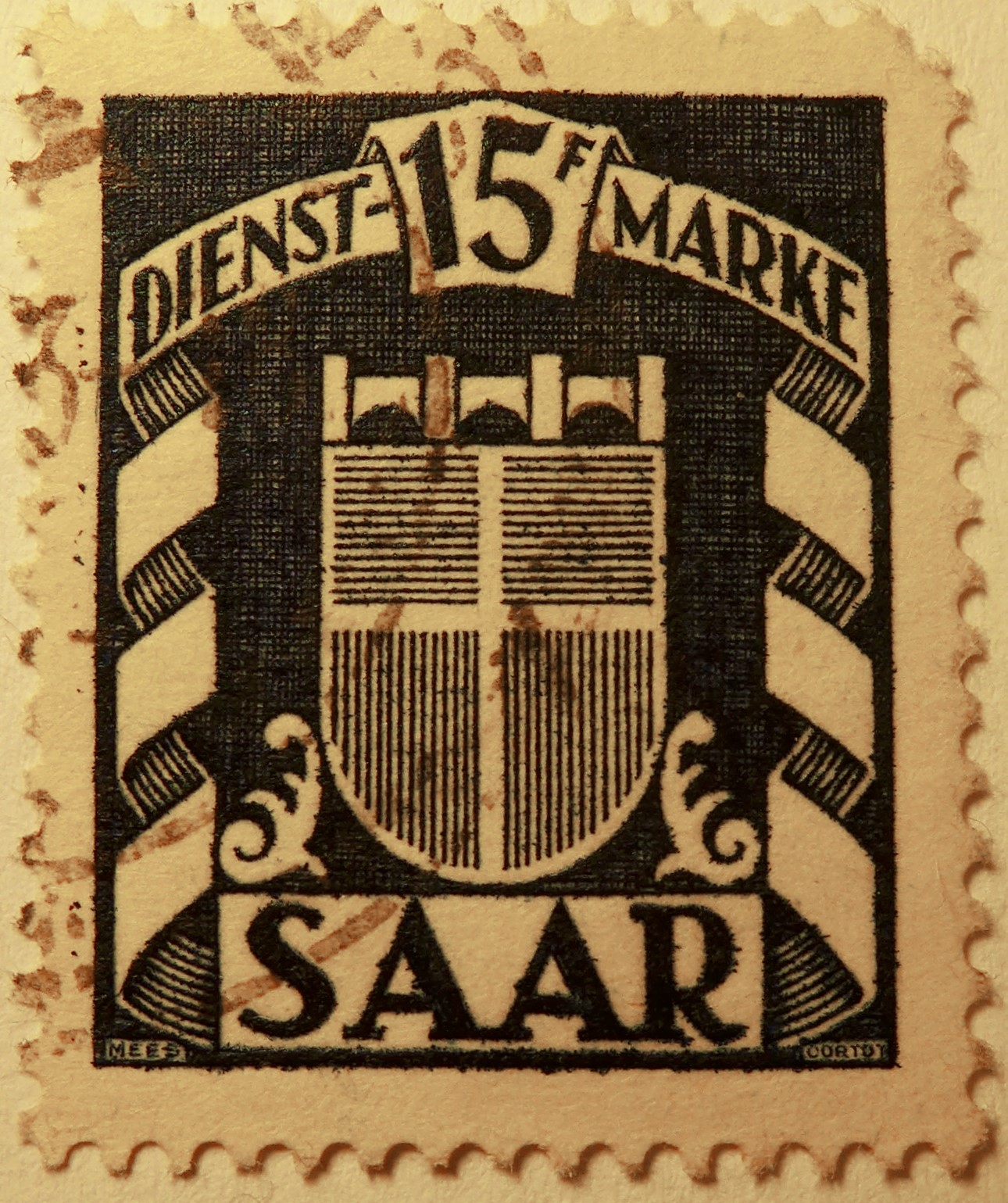
Dienstmarke des Saarstaates

Wenn auch bereits eine Fahne geschaffen war, verfügte das nun vergrößerte Saarland zunächst über kein eigenes Wappen und man wollte auch nicht auf das bereits bestehende Wappen aus der Zeit des Saargebietes zurückgreifen. So veranstaltete die Regierung des Saarlandes im Februar 1948 einen Wettbewerb zur Erlangung eines neuen Staatswappens. Vorgabe war, dass im Schildbild enthaltene Elemente eine Friedenstaube als Symbol des Gewaltverzichts und/oder eine Brücke als Symbol der Völkerverständigung sein sollten. Einen direkten Rückgriff auf die Wappenelemente feudaler Herrschaftsverhältnisse im Bezug auf die historische Saarregion wollte man dadurch ausschließen. Die Entscheidung des Wettbewerbes fiel im Dezember 1948.
In Anlehnung an die neue Landesflagge wurde ein weißes/silbernes Lateinisches Kreuz auf blaurotem Grund geschaffen. Artikel 61 und 62 der Verfassung des Saarlandes besagten: Artikel 61: „Die Fahne des Landes besteht aus einem weißen Kreuz auf blau-rotem Grund.“ Artikel 62: „Das Nähere darüber, sowie über das Landeswappen, bestimmt ein Gesetz.“ Das Kreuz als Wappensymbol in der Saarregion war (abgesehen vom Reichsbanner des Heiligen Römischen Reiches mit seinem weißen/silbernen Kreuz auf rotem Grund) erstmals im Wappen des Erzstiftes Trier in roter Tingierung (Form erstmals 1273, Tingierung erstmals 1340/45 urkundlich nachgewiesen) verwendet worden. Die weiße (silberne) Tingierung des Kreuzes taucht sowohl in den Kreuzchen des Wappens der Grafschaft Saarbrücken (silberne Fußspitz-Kleeblattkreuze als Übernahme des Wappens der Herren von Commercy, seit dem 16. Jahrhundert als gemeine Kreuze) als auch in dem Andreaskreuz der Regimentsfahne der Nassau-Saarbrückischen-Infanterie auf. Als Doppelkreuz kommt das Kreuz auch im Lothringer Wappen seit 1435 vor und wird im Wappen von Wallerfangen und Merzig verwendet. Die historischen Deutschordenskommenden der Saarregion verwendeten ebenfalls in ihrem Wappen das Kreuz (Schwarzes Kreuz auf weißem/silbernen Grund).
Am 14. Dezember wurde das Gesetz über das Landeswappen veröffentlicht.

„Auf Grund des Artikels 61 der Verfassung des Saarlandes hat der Landtag folgendes Gesetz beschlossen, das hiermit verkündet wird: Einziger Paragraph.
Das Landeswappen stellt einen Schild mit einer Brückenkrone dar. Die Breite des unteren halbkreisförmigen Schildes verhält sich zu seiner Länge wie 4:5. Der Schild ist durch ein Kreuz in der Weise gevierteilt, daß die beiden oberen Felder die Form eines Quadrates erhalten. Die Breite der Teilungslinie beträgt 1/15 der Schildbreite. Die oberen Felder sind lichtkobaltblau, die unteren mittelzinnoberrot gehalten. Die Farbe des Kreuzes ist silber bzw. weiß. Der Schild ist von einem silbernen bzw. weißen Streifen von 1/40 der Schildbreite umrandet. Die Brückenkrone ist mittelzinnoberrot und erstreckt sich über die obere Breite des Schildes. Die Brücke hat vier Pfeiler, die durch drei gleiche Bögen verbunden sind. Die Pfeiler haben eine Höhe von 1/5 und eine Breite von 1/12 des Wappenschildes. Die lichte Bogenhöhe ist gleich der Pfeilerbreite und steht zur Bogenstärke im Verhältnis 1:1.
Saarbrücken, den 14. Dezember 1948.“

Die Farbzusammenstellung war bereits im vorangegangenen Wappen von 1946 bis 1948 enthalten und konnte als Anlehnung an die französische Tricolore oder an die Farben der bedeutenden historischen Territorien im Saarraum, nämlich weiß-rot für Kurtrier und weiß-blau für die Kurpfalz, gedeutet werden. Das weiße/silberne Kreuz selbst sollte die friedliche und christliche Prägung des gesamten gesellschaftlichen Lebens nach dem Zusammenbruch des nationalsozialistischen Systems, die Brückenkrone als Ersatz für die Volkskrone die verbindende Aufgabe des Saarlandes zwischen den Nachbarstaaten und den übrigen Staaten Europas symbolisieren, ohne dass dies ausdrücklich in einer offiziellen Verlautbarung von Gesetzesrang formuliert worden wäre. Somit entspricht die Wappengestaltung in ihrer Ikonographie (Brücke als Symbol der Völkerverständigung, Kreuz als Zeichen der christlichen Werteorientierung) den in der Präambel der Verfassung des Saarlandes genannten Staatszielen:

„Der Landtag des Saarlandes, vom Volk frei gewählt, hat daher (…) nach Überwindung eines Systems, das die menschliche Persönlichkeit entwürdigte und versklavte, Freiheit, Menschlichkeit, Recht und Moral als Grundlagen des neuen Staates zu verankern, dessen Sendung es ist, Brücke zur Verständigung der Völker zu bilden und in Ehrfurcht vor Gott dem Frieden der Welt zu dienen, die folgende Verfassung beschlossen:“